# チーノはちのへ
チーノはちのへ（cino HACHINOHE）とは、かつて青森県八戸市十三日町にあったファッションビル。フージャースコーポレーションが再開発に着手するため、テナントは2022年9月末まで撤退、フォーラム八戸も2023年1月5日で閉館し完全閉館となった。

## 概要

### イトーヨーカドー八戸店を核店舗に開業
八戸第一市街地再開発組合が、県内初の市街地再開発ビルとして「八戸スカイビル」の建設を計画し、1980年（昭和55年）4月19日、完成したビルにイトーヨーカドー八戸店（売場面積約10,873 m2）が核店舗として入り開業した。八戸店は、ピーク時の1991年度には売上約94億円を計上し、イトーヨーカ堂では、1998年（平成10年）3月に市郊外の沼館に神戸製鋼グループの八戸臨海開発が開発した「ピアドゥ」にも2店目となる八戸沼館店を出店した。
八戸沼館店の開店後、八戸店の存廃問題が取り沙汰され、ビル側が駐車場を整備拡大したり、住民が署名を集めたりして存続してきたが、その後の消費低迷などから、八戸店の売上は2001年度には約40億円とピーク時の半減まで落ちこみ、「いろいろ手を尽くしても売上が上向かない」（イトーヨーカド堂広報部）として、2003年（平成15年）2月23日を以って八戸店は撤退した。撤退時は同ビル約13,000㎡のうち、八戸店の売場面積は約9,000㎡。レストランや書店などテナントは22店舗出店していた。

### チーノはちのへがオープン
2003年（平成15年）9月12日、八戸スカイビルは「チーノはちのへ」に再生された。5階には、改装費の一部を負担した八戸スカイビルと映画館運営のノウハウを有するフォーラムシネマネットワークの協力を得て、まちに市民の映画館をつくる会を発展的に解消して設立された「八戸フォーラム」が運営するフォーラム八戸（後述）もオープンした。
こののち、入居テナントが徐々に増え、2006年（平成18年）7月に全面リニューアルオープンした。Rec.の破綻による松和ビル全館閉館に伴う移転テナントの一部も加わり、7階には八戸市中心市街地に集積が進むIT・テレマーケティング企業が複数入居し、Yahoo!も八戸センターを構えた（2016年六日町に完成したガーデンテラスに移転）。

### 閉館、再開発へ
チーノはちのへは、所有者である八戸スカイビル側の意向で、営業を終了することになり、フージャースコーポレーションによる再開発構想が浮上した。それによると同社が土地建物を取得し、現在の建物を解体した上で、分譲マンションや複合商業施設、駐車場棟が整備する。2022年（令和4年）9月末までに法人・個人の14の地権者から同意を得る見通しがついたことで、9月6日、八戸市の熊谷雄一市長は総事業費約95億円のうち国と市が今後4年間で13億9,000万円ずつ負担する考えを表明した。
これに伴い、チーノはちのへは9月末で閉館し、フォーラム八戸も2023年（令和5年）1月5日に閉館。建物自体も同年夏から年末までにすべて解体された。2024年（令和6年）5月15日には、チーノ跡地の再開発プロジェクトの総称が『ハチノスクエア』と決定され、同敷地内に立地するマンション棟の名称も『デュオヒルズ八戸ザ・マークス』と発表された。マンション棟の隣接地には2026年（令和8年）8月頃にホテルが竣工する予定となっている。

## フォーラム八戸
八戸市は八戸都市圏の中核であることもあって、全国の映画館数がピークに達した1960年（昭和35年）には18の映画館があった。1999年（平成11年）時点では4サイト・8スクリーンに減っていたが、2001年（平成13年）、下田町（現・おいらせ町）のイオン下田ショッピングセンター（現・イオンモール下田）に新たにシネコンが併設されると、地方ゆえの車社会であるため、多くの人々、特に若者はそちらに流れ、程なく既存の全スクリーンが廃業に追い込まれた。映画館の廃業は、八戸の映画好きな人々にはショッキングな出来事で、主婦を中心に「まちに市民の映画館をつくる会」が発足。署名運動が展開され、市民出資による映画館を作る話が持ちあがり、フォーラム八戸が開館している。
松山ケンイチは2009年5月30日、『ウルトラミラクルラブストーリー』が先行上映された際に横浜聡子監督と来館し、サプライズで花束贈呈を行った八戸市議会議員の藤川優里から「八戸を舞台にした映画を撮ってほしい」とラブコールされたという。
八戸市を舞台にした2015年の映画『ライアの祈り』は同年5月30日からフォーラム八戸で先行上映され、上映初日には原作者の森沢明夫や監督を手掛けた黒川浩行などが舞台挨拶を行った。ちなみに舞台挨拶に同行した百香（久保百恵）は同年6月7日に同所で再び鑑賞しており、「とても素敵な映画で幸せな気持ちになりました」と述べている。
映画監督の佐々部清は、十和田市を舞台にした2008年の映画『三本木農業高校、馬術部』を手掛けた縁でフォーラム八戸の名誉支配人に選ばれ、新作上映の際は舞台挨拶で度々来館していた。
開館から閉館に至るまで「かわら版」と題したフリーペーパーを発行しており、閉館後の2023年2月15日から2月17日まで、同市十六日町のカフェ『AND BOOKS』（2018年開業）にて「かわら版展」と題した展示会が行われた。
なお、映画館を運営した八戸フォーラムは閉館後、市域内での再出店に向けて移転先を検討していたが、建築費高騰のあおりを受けて断念し、2023年9月6日の定時株主総会をもって解散。これにより人口21万人超の八戸市から映画館が皆無状態となり、市から最も近い映画館は先述のイオンモール下田内にある『TOHOシネマズおいらせ下田』となっている。

## 入居テナント
- 地下1階
- 1階
  - 成田屋（鞄）
- 2階
- 3階
  - サン・えふ（訳あり在庫処分市を期間限定で実施）
- 4階（2022年8月31日をもって全フロア閉鎖）
  - フラダンス教室
  - ブレイクダンス教室
- 5階（映画館）
  - シネマコンプレックス『フォーラム八戸』（映画館）
- 6階
- 7階
- 屋上

### 隣接
- 倉庫（催事場：かつて花亀が八戸スカイビルに運営されており、2013年6月に名称をはちそうへ変更して丸福ビルに移転）

### 過去に入居していたテナント
- 地下1階
  - ドンドンダウン オン ウェンズデイ1号店（ファッション）
  - ニトリチーノはちのへ店（家具）

沼館のニトリ八戸店が建て替えのため、2017年4月から12月の間、地下1階と4階に仮移転してきて営業。
- 1階
  - スーパードラッグアサヒ（薬局）
  - 八戸市営バス定期券・回数券うりば（サービス）
  - 八戸工業大学産学連携プラザ（サービス）
  - イタリアントマトCafe Jr.（パスタ・カフェ）
  - 猫処 またたび亭（猫カフェ）
  - 内丸ガーデン（花）
  - 猫処またたび亭（猫カフェ）
- 2階
  - ふり～たいむ（ファッション）
  - ステンドグラスラボ Vivace～ヴィヴァーチェ～（ステンドグラス）
- 3階
  - マルマツ（ファッション）
- 4階
  - ザ・ダイソー（百円均一）
  - 占い シビュラ～sibylles～（占い）
  - アニメイト（アニメグッズ）

松和ビル地上部分閉館より前となる2007年7月7日に移転、2020年10月17日に八戸ラピアに移転。
  - ニトリチーノはちのへ店（家具）
- 6階（2022年7月31日をもって全フロア閉鎖）
  - San・Road絵麻（婦人衣料・A BATHING APE）
  - JUMEAU ジュモー（ワンピドレス＆カジュアル）
  - アトリエ小さな花（押し花芸術作品・教室）
  - 茶比伊（パスタ＆喫茶）
  - フードコート（休憩）
  - チーノランド→タイトーステーション（アミューズメント）
- 7階
  - Yahoo!（ITオフィス）
- 屋上
  - 釣り堀

## アクセス
- 八戸市営バス・南部バス・十和田観光電鉄バス
  - 表通り：「十三日町」バス停
  - 裏通り：「十六日町」バス停

## 周辺
- 明治安田生命八戸ビル
- むらかね（ファッション）
- 岩手銀行十三日町支店
- ホテルグローバルビュー八戸アネックス（旧八戸第2ワシントンホテル）
- ホテルグローバルビュー八戸（旧八戸第1ワシントンホテル）
- ヴィアノヴァビルディング（八戸市景観賞受賞）
  - ファッションパル・ヴィアノヴァ（ノースウィングとサウスウィング）
- ハシブン（靴）
- まちの駅はちのへ（Garden Terraceに移行）
- 村福（菓子）
- モリタ（鞄）
  - キデイランド（閉店）
- タリーズコーヒー
- オオハシヒルズ
- 丸福ビル
  - はちそう（仏具・金具）
- ドトールコーヒー
- 三元（閉店後他資本によりドトールコーヒーの店舗を集約してオープンし、空いた丸福ビルに花亀改めはちそうが移転）
- 三新スポーツ（三元の系列店であり、荒町に移転）
- すずのき（ファッション）
- シルク（100円ショップ）
- 青い森信用金庫廿三日町支店
- 三春屋（2022年4月10日で閉店）
- ヴィアノヴァ駐車場
- 大丸駐車場（八戸市景観賞受賞）
- 稲川駐車場
- 八青駐車場
  - 笑笑・月の宴（モンテローザグループ）
- 八戸月極スカイパーキング

## 逸話
- イトーヨーカドー時代は青森銀行によるATMが設置されたものの、イトーヨーカドー閉店後に撤去された。
- イトーヨーカドーフロアガイドは十六日町出入口にイトーヨーカドー閉店後も残されたものの、花亀閉店後に撤去された。
- 花亀時代は十六日町出入口から入り、通用口から花亀へ抜け、チーノはちのへおよびイトーヨーカドーを通らないで花亀に行けたものの、スーツセレクトへは若干の遠回りが必要だった。一方で、花亀時代からあるスーツセレクト用入口からスーツセレクトに行けた。
- 1階から4階のフロアは、イトーヨーカドー時代は花亀との間で各階とも行き来ができたものの、閉店により行き来ができなくなった。花亀移転後は1階のみ行き来が可能であった。